# Голямоклюна чайка
Голямоклюната чайка (Larus pacificus) е вид птица от семейство Чайкови (Laridae).

## Разпространение
Видът е разпространен в Австралия.